# Eucera cineraria
Eucera cineraria är en biart som beskrevs av Eduard Friedrich Eversmann 1852. Eucera cineraria ingår i släktet långhornsbin, och familjen långtungebin. Inga underarter finns listade i Catalogue of Life.